# Eerste Kamerverkiezingen 2015/Kandidatenlijst/PVV
De kandidatenlijst van de PVV voor de Eerste Kamerverkiezingen 2015 werd op 30 april 2015 definitief vastgesteld door het centraal stembureau voor deze verkiezingen.
1. Marjolein van de Klashorst-Faber (v) Hoevelaken
2. Gom van Strien (m) Arcen
3. René Dercksen (m) Bosch en Duin
4. Gabriëlle Popken (v) 's-Gravenhage
5. Gidi Markuszower (m) Amstelveen
6. Danai van Weerdenburg (v) Amstelveen
7. Kees Kok (m) Almere
8. Peter van Dijk (m) Kattendijke
9. Alexander van Hattem (m) Steensel
10. Martin van Beek (m) Leersum
11. Dannij van der Sluijs (m) Uitgeest
12. Ton van Kesteren (m) Groningen
13. Max Aardema (m) Drachten
14. Alexander Kops (m) Apeldoorn
15. Auke Zijlstra (m) Ridderkerk
16. Tim Vermeer (m) 's-Gravenhage
17. Floris van Zonneveld (m) Rotterdam
18. Elias van Hees (m) 's-Gravenhage

VVD · PVV · CDA · D66 · GroenLinks · SP · PvdA · ChristenUnie · Partij voor de Dieren · 50PLUS · SGP · OSF
2011 · 2015 · 2019 · 2023